# エードゥアルト・シュトラースブルガー

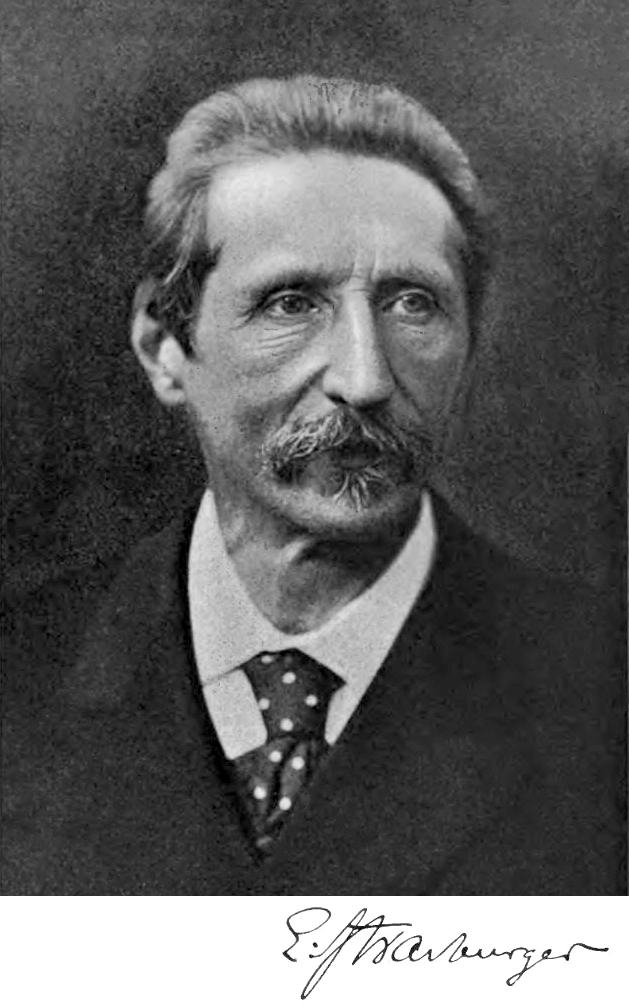
エードゥアルト・シュトラースブルガー（1908年）

エードゥアルト・アードルフ・シュトラースブルガー（Eduard Adolf Strasburger, 1844年2月1日 - 1912年5月18日）はポーランド・ドイツの大学教授で、19世紀の最も有名な植物学者・細胞学者・解剖学者の一人である。

## 生涯
ポーランドのワルシャワで、エドヴァルト・ボグミル・ストラスブルゲル（Edward Bogumil Strasburger, 1803年 - 1874年）の息子として生まれた。1870年にアレクサンドラ・ユリア・ヴェルトハイメル（Aleksandra Julja Wertheim, 1847年 - 1902年）と結婚し、アンナ（Anna, 1870年生まれ）、ユリウシュ（Juliusz, 1871年 - 1934年）の二児をもうけた。
シュトラースブルガーはパリ、ボン、イェーナで自然科学を学び、1866年にPh.D.を授与された。1868年からワルシャワ大学で教授職に就く。1869年にはイェーナ大学の植物学教授に指名された。また1881年以降はボン大学の植物学研究所 (Botanisches Institut) の所長も務めた。1905年リンネ・メダル受賞、1912年ボンにて没した。

## 業績
シュトラースブルガーは1894年に初版が刊行された Lehrbuch der Botanik für Hochschulen（『植物学の教科書』）の作者である。彼は裸子植物（針葉樹など）と被子植物（顕花植物）における胚嚢にはじめて正確な説明を与えた人物であるとともに、被子植物の重複受精をはじめて立証した人物でもある。彼は植物細胞学における現代の法則の一つを提示した。「新しい細胞核は、他の核の分裂によってのみ生じる」というものである。「細胞質」と「核質」という用語を案出したのもシュトラースブルガーである。
ヴァルター・フレミングやエドゥアール・ヴァン・ベネーデン (Edouard van Beneden) とともに、細胞分裂中の染色体配置について説明し、有糸分裂の過程を明らかにした。樹液の上昇運動に関する彼の著作は、その過程が物理的なものであって生理的なものではないということを証明した。

## 縁戚
彼の甥の一人（姉妹のマリア＝ポーライナの息子）は、ポーランドの副蔵相エドゥアルト・ヴェルナーである。もう一人の甥（兄弟のユリアン・テーオフィル・シュトラースブルガーの息子）は、第二次世界大戦中のポーランド亡命政権の閣僚だったヘンリク・レオン・シュトラースブルガーである。また、甥の孫にあたるPeter Zikaはアメリカ合衆国の植物学者である。

## 資料案内と外部リンク
- "Strasburger, Eduard Adolf" - ブリタニカ百科事典（1979年版）
- "Science is in a Constant Flow" - エードゥアルト・シュトラースブルガーの生涯と業績
- 家系図 - 甥の曾孫にあたる Elonka Dunin 作成

 ウィキメディア・コモンズには、エードゥアルト・シュトラースブルガーに関するカテゴリがあります。